# XW-35 (核彈頭)
XW-35從一開始就被視為第一代洲際彈道導彈熱核彈頭而設計。XW-35的研發是被SM-65擎天神飛彈的研發所推動，當SM-65擎天神飛彈被證明其精準度較預期差時，XW-35不得不稍作改動以達到更高的爆炸當量。至1958年3月，XW-35-X1的研發滯後。XW-35-X1很可能是在第一次硬餅乾行動-Koa(1958年5月13日)中進行試驗的設備。預計爆炸當量為175萬噸，實際當量為137萬噸，當量之差是因為次級核彈的不完全「燃燒」導致的。與此同時，空軍已經選定了XW-49，它是在Redwing行動期間已試驗成功的TX-28 的簡單修改版。1958年8月，第一種導彈專用彈頭W35被取消，取而代之的是W49。